# Zbigniew Torzecki
Zbigniew Torzecki es un deportista polaco que compitió en piragüismo en la modalidad de aguas tranquilas. Ganó tres medallas en el Campeonato Mundial de Piragüismo entre los años 1977 y 1979.

## Palmarés internacional
| Campeonato Mundial | Campeonato Mundial    | Campeonato Mundial | Campeonato Mundial |
| Año                | Lugar                 | Medalla            | Competición        |
| ------------------ | --------------------- | ------------------ | ------------------ |
| 1977               | Sofía (Bulgaria)      | Medalla de bronce  | K4 10 000 m        |
| 1978               | Belgrado (Yugoslavia) | Medalla de plata   | K4 10 000 m        |
| 1979               | Duisburgo (RFA)       | Medalla de plata   | K4 10 000 m        |